# Sterlitamak
Sterlitamak (rus. Стерлитамак, baškirski: Стәрлетамаҡ) je drugi najveći grad u Baškiriji, Rusija. Od Ufe je udaljen 130 km.
Broj stanovnika: 264.362 (popis 2002.)
Osnovan je 1766. godine na lijevoj obali rijeke Belaje (Adigelj) kao luka za sol, koju se vadilo u blizini. Gradski status stječe 1781. godine. 
Danas je ovaj grad važno središte kemijske proizvodnje.
Vremenska zona: Moskovsko vrijeme + 2

## Vanjske poveznice
Službene stranice  Arhivirana inačica izvorne stranice od 13. svibnja 2005. (Wayback Machine)